# Фонд развития гражданского общества
Фонд развития гражданского общества (ФоРГО) — российская некоммерческая организация, специализирующаяся на исследованиях в области политики, регионального развития и современных медиа.

## История
Фонд развития гражданского общества (ФоРГО) был создан 4 июня 2012 года. Его учредителями выступили «Опора России», ИНОП, фонд «Общественно-политический центр», в попечительский совет вошли члены бюро правления РСПП.
Фонд возглавляет политтехнолог Константин Костин, до мая 2012 года работавший начальником управления внутренней политики администрации президента России, и после этого продолжавший работать с первым заместителем главы Администрации президента РФ Вячеславом Володиным, будучи его Советником.
Членами Правления фонда являются: Костин К. Н. (председатель Правления), Трубецкой А. Ю., Борисов С. Р., Фадеев В. А., Стоялова С. В. В Экспертный совет фонда вошли: председатель правления Всероссийского центра изучения общественного мнения (ВЦИОМ) Леонид Давыдов, декан факультета политологии Санкт-Петербургского государственного университета Станислав Еремеев; заведующий кафедрой общей политологии ГУ-ВШЭ Леонид Поляков; директор Института общественного проектирования и главный редактор журнала «Эксперт» Валерий Фадеев и президент Российской ассоциации политической науки Оксана Гаман-Голутвина.
Костин называл целями деятельности организации изучение истории и социологии протестных настроений, а также  улучшении политики общества путём исследований и анализа.

## Оценки
Наблюдатели отметили, что Кремль поменял формат сотрудничества с экспертным сообществом: было решено привлекать специалистов к работе над государственными проектами специальные фонды-операторы. Подчеркивалось, что это связано со стремлением властей получать независимую информацию по анализу, в том числе электорального поведения россиян. Издание Lenta.ru отмечала, что прогнозы фонда в ходе региональных выборов 14 октября 2012 полностью подтвердились.
Наряду с этом указывалось на близкие связи организации с Кремлём, а также её провластный характер.

## Деятельность
Фонд реализует самостоятельные научные и исследовательские проекты, выступает грантодателем для других общественных, научных и исследовательских организаций, которые ведут разработки по тематике фонда.

### Исследования
Исследования фонда осуществляются самостоятельно, а также с привлечением сторонних организаций и экспертов.
В ряду исследований фонда выделяется доклад по протестам 2011–2012 гг., в котором заявлялось об угасании протестного движения.
Также НКО запустило сканер интернет-контента «Медиапульс», являющийся.адаптацией американской аналитической платформы Crimson Hexagon.
Попутно ФоРГО выпускает рейтинг социального самочувствия регионов и рейтинг эффективности губернаторов.

### Филиалы ФоРГО
В 2014 году Фонд развития гражданского общества открыл филиалы во Владивостоке, Екатеринбурге, Калининграде, Новосибирске, Санкт-Петербурге, Ставрополе и Симферополе, Нижнем Новгороде.